# Leucanopsis pseudofalacra
Leucanopsis pseudofalacra är en fjärilsart som beskrevs av Rothschild 1917. Leucanopsis pseudofalacra ingår i släktet Leucanopsis och familjen björnspinnare. Inga underarter finns listade i Catalogue of Life. Arten förekommer i centralamerika.